# Henry Barron Fielding
Henry Barron Fielding (1805 - 21 de diciembre de 1851 ) fue un botánico y pteridólogo inglés. Se instala en Oxford y en 1843, conoce a George Gardner (1812-1849) quien lo asiste para reorganizar el Oxford University Herbaria. Y en 1844 publicarán Sertum Plantarum.

## Algunas publicaciones
- 1844. Sertum plantarum: Or drawings and descriptions of rare and undescribed plants from the author's herbarium. Ed. Hippolyte Bailliere, publ.

## Honores

### Eponimia
- (Cyperaceae) Cyperus fieldingii Steud.[1]

- (Moraceae) Ficus fieldingii Miq.[2]

- (Myrtaceae) Eugenia fieldingii O.Berg[3]

- (Woodsiaceae) Allantodia fieldingiana Kunze[4]
- La abreviatura «Fielding» se emplea para indicar a Henry Barron Fielding como autoridad en la descripción y clasificación científica de los vegetales.[5]